# Château de Koúpa
Le château de Koúpa (grec moderne : Κάστρο Κούπα) est une forteresse médiévale située au centre de l'île d'Eubée, en Grèce.

## Emplacement
Koúpa est située sur le mont Mavrovoúni, au sud-ouest du village de Vrýssi.

## Histoire
Le château, situé dans la région de la Vallona (Avlóna), est mentionné pour la première fois au cours du XIIIe siècle, une période marquée par les batailles entre les Byzantins et les seigneurs lombards de l'île d'Eubée. Conquis en 1269 par le commandant byzantin Licario, il est ensuite reconquis par les Lombards soutenus par leur suzerain Guillaume de Villehardouin trois ans plus tard et possiblement repris de nouveau par les Byzantins en 1276.
Au cours du XVe siècle, il devient le siège des deux capitaines vénitiens du district d'Avlóna (capitanei Avalone) ; plus tard, l'un des deux capitaines siège au château voisin de Potíri. En 1470, le château est conquis par l'Empire ottoman, période au cours de laquelle une population totale d'environ 3 000 chrétiens habitants dans les environs de la région aurait été tuée.

## Description
Une grande partie des fortifications, y compris le donjon du château, y subsiste jusqu'au XIXe siècle mais disparaît depuis, ne laissant comme seuls vestiges que ceux d'une muraille incorporant d'anciennes spolia. À proximité se trouve une fontaine à dévotion située au sein d'une grotte, toujours utilisée en tant que chapelle, portant des traces de structures antiques et médiévales.